# 泰万·琼斯 (1988年)
泰万·阿斯蒂·埃里克·琼斯（英語：Taiwan Astie Eric Jones，1988年7月26日—) 是一名美式足球队员。2011年开始效力于奥克兰突袭者。他的位置为跑衛跟角卫。之前效力于东华盛顿大学鹰队。

## 名字
2011年曾有人在一次奥克兰的记者招待会上问到关于他名字的原由。他说他之所以叫Taiwan只是因为他的妈妈喜欢“T”字开头的名字，他的哥哥叫Thailand，姐姐叫Tasia。

## 田徑100公尺前好5成績（Top 5）
- 不計超風速、海拔超過1000公尺、手動計時成績

| 成績    | 風速（公尺/秒） | 時間          | 地點                             |
| ------- | --------------- | ------------- | -------------------------------- |
| 10.53秒 | +1.3            | 2007年6月1日  | 美国加利福尼亞州沙加緬度郡       |
| 10.60秒 | +1.2            | 2007年4月28日 | 美国加利福尼亞州沙加緬度郡       |
| 10.64秒 | +1.4            | 2007年5月26日 | 美国加利福尼亞州阿拉米達郡柏克萊 |
| 10.68秒 | -1.2            | 2007年6月10日 | 美国加利福尼亞州沙加緬度郡Folsom |
| 11.31秒 |                 | 2007年3月10日 | 美国加利福尼亞州索拉諾郡Vallejo  |

## 外部連結
- 泰万·琼斯的X（前Twitter）
- Oakland Raiders bio （页面存档备份，存于）
- Eastern Washington Eagles bio